# Noble Kitchen
Noble Kitchen is een restaurant in Cromvoirt van Edwin Kats. De chef-kok van de eetgelegenheid is Tom Schoonus. Het restaurant heeft sinds 2020 een Michelinster.

## Locatie
Het restaurant is gevestigd in het centrum van het dorp Cromvoirt in de provincie Noord-Brabant. De zaak bevindt zich op het terrein van Bernardus Golf. Zowel het interieur als het exterieur van het pand is ontworpen door architect Pieter Laureys en Patrick Russ.

## Geschiedenis

### Opening
Eigenaar en Meesterkok Edwin Kats werkte bij verschillende hoogwaardige restaurants. Zijn andere restaurant Noble in 's-Hertogenbosch is in 2017 onderscheiden met een Michelinster. Begin 2018 maakte hij bekend een tweede restaurant te openen in Cromvoirt op 10 minuten rijden afstand van zijn andere zaak. Later dat jaar opende bij ook nog een laagdrempelig café in het pand onder de naam Bernadus Café.

### Erkenning
Twee jaar na de opening van de zaak, in januari 2020, is Noble Kitchen onderscheiden met een Michelinster. De zaak is in 2024 onderscheiden met 14 van de 20 punten in de GaultMillau-gids.